# Arthur Edward Waite

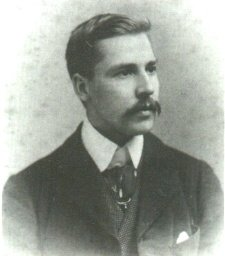
Arthur Edward Waite, 1880

Arthur Edward Waite (Brooklyn, 2 oktober 1857 - Londen, 19 mei 1942), was een Amerikaans-Brits mysticus, dichter en esotericus.
Hij is in continentaal Europa vooral bekend als ontwerper van de Rider-Waite tarot en voor zijn rol in de Golden Dawn.
Waite heeft ook een belangrijke bijdrage geleverd in de verspreiding van de Franse esoterische school in de Angelsaksische landen, met name door zijn vertalingen van werken van Eliphas Levi en Papus.

## Levensloop
Waite werd geboren in New York (stad), als zoon van kapitein Charles F. Waite en Ema Lovell. Zijn vader overleed, toen Arthur nog geen jaar oud was. Aangezien zijn ouders nog niet gehuwd waren, verloor zijn moeder alle rechten op Amerikaans staatsburgerschap en ze vertrok samen met haar zoon naar Engeland, van waar ze afkomstig was. Hij studeerde aan het St.Charles’ College. Reeds in zijn jeugd schreef hij poëzie. 
In 1863 bekeerde zijn moeder zich tot het katholicisme.
Na de dood van zijn zuster Frederika in 1874 werd hij aangetrokken tot spiritualiteit en esoterie.
In de British Library leerde hij de werken kennen van Eliphas Levi, die hij later in het Engels zou vertalen.
In 1887 trouwt Waite met ‘’Ada Lakeman’’, waarmee hij een dochter ‘’Sybil’’ kreeg. Na haar dood hertrouwde hij met ‘’Mary Broadbent Schofield’’.

## Werken
- Israfel: Letters, Visions and Poems, London: Allen, 1886.
- The Mysteries of Magic: A Digest of the Writings of Eliphas Levi, London: George Redway, 1886.
- Alchemists Through the Ages, 1888
- The Occult Sciences: A Compendium of Transcendental Doctrine and Experiment, London: Kegan Paul, Trench, Trubner & Co., Ltd., 1891.
- The Hermetic Museum, in two volumes. London, 1893.
- The Alchemical Writings of Edward Kelly, London, 1893.
- Turba Philsophorum (translator), 1894
- Devil-Worship in France. London: George Redway, 1896.
- The Book of Black Magic and of Pacts, 1898.
- The Pictorial Key to the Tarot. London: William Ryder & Son, Ltd., 1911.
- The Secret Tradition in Freemasonry, in two volumes. London: Rebman, 1911.
- The Book of Destiny and The Art of Reading Therein, London: William Rider & Son Ltd., 1912.
- The Book of Ceremonial Magic, London: 1913.
- The Holy Kabbalah, 1929.
- A New Encyclopedia of Freemasonry, 1921.
- The Brotherhood of the Rosy Cross: Being Records of the House of the Holy Spirit in its Inward and Outward History, London: William Rider & Son Ltd., 1924.
- The collected poems of Arthur Edward Waite, in two volumes, London: William Rider & Son Ltd.
- A New Encyclopaedia of Freemasonry (Ars Magna Latomorum) and of Cognate Instituted Mysteries: Their Rites, Literature, and History, New York: Wings Books, 1994. ISBN 0517191482.
- The Hidden Church of the Holy Grail: Its Legends and Symbolism Considered in Their Affinity with Certain Mysteries of Initiation and Other Traces of a Secret *Tradition in Christian Times], Amsterdam, the Netherlands: Fredonia Books, 2002. ISBN 1-58963-905-7.
- Inner and Outer Order Initiations of the Holy Order of the Golden Dawn, Canada: Burnaby, 2005. ISBN 0-9735931-7-2.
- Theories As to the Authorship of the Rosicrucian Manifestos, Whitefish, MT: Kessinger Publishing, 2005. ISBN 1-4253-3290-0.

- Biblioteca Nacional de España: XX1129031
- Bibliothèque nationale de France: cb11928783n (data)
- Catàleg d'autoritats de noms i títols de Catalunya: 981058518389406706
- CiNii: DA00970335
- Gemeinsame Normdatei: 119081598
- International Standard Name Identifier: 0000 0001 1031 4538
- Library of Congress Control Number: n80005737
- Nationale Bibliotheek van Letland: 000043006
- Bibliotheek van het Japanse parlement: 00539273
- Nationale Bibliotheek van Tsjechië: mzk2007394877
- Nationale bibliotheek van Australië: 35586566
- Nationale Bibliotheek van Israël: 987007289886005171
- Nederlandse Thesaurus van Auteursnamen: 069407983
- Istituto Centrale per il Catalogo Unico: UFIV117389
- SNAC: w65143qw
- Système universitaire de documentation: 027191613
- Trove: 1004874
- Virtual International Authority File: 95214216
- WorldCat: E39PBJfmq76KwYKFMGK9WRtxjC